# 山口大輔
山口 大輔（やまぐち だいすけ、1981年8月12日 - ）は、日本のアスレティックトレーナーである。福岡県出身。東京医科歯科大学スポーツサイエンスセンター特任助教。愛称はDICE。

## 来歴
中学時代にバスケットボールを始め、バスケットボールを続けるうちに将来はスポーツに関わる仕事をしたいと思うようになる。
NBAのスタープレーヤーであるマイケル・ジョーダンや、人気コミック「スラムダンク」等に影響を受け、アメリカへ行きたいと強く願うようになり、福岡県立修猷館高等学校を卒業後、アスレティックトレーナー（AT）を目指して渡米。
ペンシルベニア州カリフォルニア大学大学院修了後、インターンやボランティアとしてNBAやNFLの現場を経験した後、2007年夏よりNBAのサンアントニオ・スパーズと契約を果たし、2013-2014シーズンは同チームのNBA優勝を支えた。
2014年に帰国後は、「WATCH&C PERFORMANCE」と題したクリニック（臨床講義・トレーニングイベント）を、全国で精力的に展開。呼吸、姿勢、体幹等へのアプローチを通してより良い身体の使い方と動かし方とはどういったものか体感してもらい、それをバスケットボールの動きに活かせるよう指導している。指導をする中でわかりやすい英語も要所に取り入れる事で英語への抵抗を減らし、よりグローバルに物事を考えられるような意識作りも目指している。正しく身体を使う事により怪我を予防してパフォーマンスを向上させる事、英語を使い、楽しみながら人間としての幅を広がせる事をコンセプトとしている。

## 経歴
- 福岡県立修猷館高等学校卒業
- インディアナ州立大学卒業
- ペンシルベニア州カリフォルニア大学大学院修了

## 実績
2007年、NBAのサンアントニオ・スパーズと契約を果たし、4年間下部組織のオースティン・トロズのヘッドAT兼ストレングスコーチとして働く。
2011-2014年、スパーズのアシスタントATに昇格。2013-2014シーズン、チームは7年ぶりのNBA優勝を遂げる。
2014年、帰国し「WATCH&C PERFORMANCE」と題して全国でクリニック（臨床講義・トレーニングイベント）の展開をスタートさせる。
2015年、東京医科歯科大学の特任助教に就任。

## 資格
- 修士号[2]
- ATC (Certified Athletic Trainer)
- CSCS (Certified Strength and Conditioning Specialist)
- PES (Performance Enhancement Specialist)
- CES (Corrective Exercise Specialist)
- FMS-C (Functional Movement Screen Certified)
- SFMA (Selecive Functional Movement Assessment Certified)
- Graston Technique
- PHI Pilates MAT 1
- American Heart Association BLS for Healthcare Providers (CPR and AED/心肺蘇生・自動体外式除細動器) Program